# Lalande-en-Son
Lalande-en-Son é uma comuna francesa na região administrativa de Altos da França, no departamento de Oise. Estende-se por uma área de 5,99 km². Em 2010 a comuna tinha 663 habitantes (densidade: 110,7 hab./km²).